# Nephrotoma ocellata
Nephrotoma ocellata är en tvåvingeart som beskrevs av Yang 1990. Nephrotoma ocellata ingår i släktet Nephrotoma och familjen storharkrankar. Inga underarter finns listade i Catalogue of Life.